# Pierre Etchebaster
Pierre Etchebaster (ur. 8 grudnia 1893 w Saint-Jean-de-Luz, zm. 24 marca 1980 w Saint-Jean-de-Luz) – francuski sportowiec, mistrz świata w jeu de paume, dyscyplinie uważanej za prototyp tenisa.
Pochodził z rodziny baskijskiej, służył w armii francuskiej w czasie I wojny światowej.
Zdobył szereg tytułów mistrza Francji w kilku odmianach peloty. W 1922 roku zainteresował się jeu de paume, dyscyplinie, która była sportem olimpijskim w 1908 roku na igrzyskach olimpijskich w Londynie. W 1927 roku w Londynie zmierzył się z Fredem Coveyem o mistrzostwo świata w tej dyscyplinie, przegrywając 5:7. Zrewanżował się temu samemu rywalowi rok później, zdobywając po raz pierwszy mistrzostwo świata. Do końca kariery sportowej pozostał w walce o mistrzostwo świata niepokonany.
W 1930 roku przeniósł się do Nowego Jorku, był zawodnikiem profesjonalnym i trenerem w tamtejszym Racquet and Tennis Club. W kolejnych finałach mistrzostw świata pokonywał kolejno Waltera Kinsellę (1930, 7:1), dwukrotnie Ogdena Phippsa (1937, 3:1, mecz przerwany z powodu kontuzji Phippsa; 1948, 7:2), Jamesa Deala (1948, 7:4), ponownie Phippsa (1949, 7:1), dwukrotnie Alastaira Martina (1950, 7:0; 1952, 7:2). W 1954 roku, w wieku 60 lat, zakończył karierę sportową.
Po zakończeniu występów sportowych powrócił do Francji. W 1955 roku został odznaczony legią honorową, w 1978 roku uhonorowano go miejscem w Międzynarodowej Tenisowej Galerii Sławy, chociaż jego sukcesy nie wiązały się bezpośrednio z tenisem.